# Öyvind Fahlström
Öyvind Axel Christian Fahlström, né le 28 décembre 1928 à São Paulo (Brésil) et mort le 9 novembre 1976 à Stockholm, est un peintre, écrivain et poète suédois.

## Biographie
Öyvind Fahlström naît au Brésil, fils unique d'un père norvégien, Frithjof Fahlström, et d'une mère suédoise, Karin Kronvall. De nationalité brésilienne à sa naissance, il passe son enfance à São Paulo, Niterói et Rio de Janeiro et reçoit une éducation en portugais et en anglais à l'Escola Britannica de São Paulo.
En juillet 1939, il est envoyé pour l'été en Suède chez son grand-père maternel et sa tante. Le déclenchement de la Seconde Guerre mondiale l'empêche de retourner au Brésil (ses parents ne le rejoindront en Europe qu'en 1948). Entre-temps, il termine ses études en Suède et choisit, à sa majorité, la nationalité suédoise, renonçant à sa nationalité brésilienne. 

Entre 1949 et 1952, il fait des études d'histoire de l'art et d'archéologie à l'université de Stockholm. Parallèlement, il voyage en France et en Italie, où il rencontre des artistes et des poètes. 

De 1950 à 1961, Fahlström réside entre Stockholm, Paris et Rome. Il publie dans la presse suédoise de nombreux articles sur des sujets culturels. 
En 1952, Fahlström épouse Birgitta Tamm, dont il se séparera cinq ans plus tard avant de divorcer en 1958. Il se remarie en 1960 avec Barbro Östlihn dont il divorcera en 1976, peu avant sa mort, pour épouser Sharon Avery.

## Œuvres
Fahlström est d'abord marqué par le surréalisme, durant ses études, mais il élabore rapidement une esthétique ouverte englobant tout à la fois le théâtre, la poésie, le journalisme et la critique. Il en résume les principes en 1953 dans son Manifeste pour une poésie concrète. 
Ses premières peintures, notamment sur papier métallique, accumulent signes et formes non figuratives sur de grands aplats de couleurs. 

Opera, exécutée à la pointe feutre en 1952, est présentée à la Galleria Numero à Florence en 1953 puis à la galerie Creuze à Paris. De 1955 à 1957, il réalise Ade-Ledic-Nander I et 2, premiers éléments d'un projet d'une série de grandes peintures peuplées de « figures-signes » et écrit un scénario de vingt-sept pages pour le deuxième tableau. 

À partir de 1958, il emprunte à la bande dessinée une disposition en cases irrégulières, juxtaposant des éléments narratifs selon des règles propres. Il compose ainsi des jeux de société comme Minneslista för Dr Schweitzer's sista uppdrag (Checklist for Dr Schweitzer's Last Mission).

Il est l'un des artistes exposés, à Paris, par Daniel Cordier dans sa galerie, et cela à trois reprises (1959, 1962-1963, 1964). 
En 1961, grâce à une bourse de la Swedish-American Foundation, Fahlström s'installe à New York, où il participe à des happenings et à des performances, notamment avec Claes Oldenburg et Lucas Samaras. Il vit désormais à New York mais passe l'été en Suède, en France et en Italie. 

Entre 1962 et 1964, il participe ainsi à des happenings au Moderna Museet de Stockholm et à la télévision suédoise, tandis que la radio suédoise diffuse un « événement enregistré » (tape event), intitulé Fåglar i Sverige (Birds in Sweden).
À partir de 1962, avec Sitting… Six months later (Assis… six mois plus tard), il introduit des éléments mobiles dans ses peintures, les parties découpées en acier ou en plastique peint pouvant être aimantées ou fixées à l'avant du support. Chaque œuvre devient ainsi variable pour donner « la possibilité d'enfreindre la rigidité » du réel, et introduire un élément ludique parodique. Cela lui vaut de participer en 1962 à la célèbre exposition des Nouveaux réalistes (« New realists ») à la galerie Sidney Janis de New York.
Fahlström prend parallèlement des positions politiques en faveur des mouvements radicaux américains – sur lesquels il réalise plusieurs reportages – et de la libéralisation des drogues douces, notamment, et celles-ci trouvent écho dans son travail qui prend un tour critique et politique avec des œuvres comme Cold War (Guerre froide, 1965) ou Puzzle Pentagone (1970), dénonciations des rapports Est-Ouest ou de l'impérialisme américain.
Une rétrospective a été organisée sur son œuvre en 2007 au Mjellby Konstmuseum par Sophie Allgårdh, rédacteur de Paletten.